# Vuelta a España 2010
65. edycja Vuelta a España odbyła się w dniach od 28 sierpnia do 19 września 2010 roku. Trasa wyścigu rozpoczęła się drużynową czasówką w Sewilli na dystansie 13 km, a zakończyła tradycyjnie w Madrycie. W międzyczasie kolarze zawitali w Andorze na mecie 11. oraz na starcie 12. etapu. Łącznie kolarze przejechali 3324,9 km, w tym 13 km w jeździe drużynowej na czas i 46 km w jeździe indywidualnej na czas. Podczas tegorocznej Vuelty kolarze pokonali 7 górskich etapów, 3 pagórkowate i 9 płaskich.
Zwycięzcą wyścigu został Vincenzo Nibali, który okazał się lepszy o 41 sekund od reprezentanta gospodarzy Ezequiela Mosquery. Trzecie miejsce przypadło Peterowi Velitsowi. W wyścigu wystartował tylko jeden Polak, Maciej Paterski z grupy Liquigas-Doimo. Do zwycięzcy stracił ponad dwie godziny, co wystarczyło na zajęcie 77. miejsca.

## Uczestnicy
Oto lista drużyn uczestniczących w wyścigu:
| Numery  | Kod | Drużyna               |
| ------- | --- | --------------------- |
| 1-9     | CTT | Cervélo TestTeam      |
| 11-19   | ALM | AG2R-La Mondiale      |
| 21-29   | ACA | Andalucía-Cajasur     |
| 31-39   | AST | Team Astana           |
| 41-49   | BTL | Bbox Bouygues Télécom |
| 51-59   | GCE | Caisse d’Epargne      |
| 61-68   | COF | Cofidis               |
| 71-79   | EUS | Euskaltel-Euskadi     |
| 81-89   | FOT | Footon-Servetto       |
| 91-99   | FDJ | FDJ                   |
| 101-109 | GRM | Garmin-Transitions    |

| Numery  | Kod | Drużyna            |
| ------- | --- | ------------------ |
| 111-119 | LAM | Lampre             |
| 121-129 | LIQ | Liquigas-Doimo     |
| 131-139 | OLO | Omega Pharma-Lotto |
| 141-149 | QST | Quick Step         |
| 151-159 | RAB | Rabobank           |
| 161-169 | SKY | Team Sky           |
| 171-179 | THR | Team HTC-Columbia  |
| 181-189 | KAT | Team Katusha       |
| 191-199 | MRM | Team Milram        |
| 201-209 | SAX | Team Saxo Bank     |
| 211-219 | XAC | Xacobeo-Galicia    |

## Lista etapów
| 1.  | 28 sierpnia | Sewilla                                      | 13 km (TTT)   |               | Team HTC-Columbia   | Mark Cavendish    |               |               |
| 2.  | 29 sierpnia | Alcalá de Guadaíra – Marbella                | 173,7 km      |               | Jauhen Hutarowicz   | Mark Cavendish    |               |               |
| 3.  | 30 sierpnia | Marbella – Malaga                            | 157,3 km      |               | Philippe Gilbert    | Philippe Gilbert  |               |               |
| 4.  | 31 sierpnia | Malaga – Jaén                                | 183,8 km      |               | Igor Antón          | Philippe Gilbert  |               |               |
| 5.  | 1 września  | Guadix – Lorca                               | 198,8 km      |               | Tyler Farrar        | Philippe Gilbert  |               |               |
| 6.  | 2 września  | Caravaca de la Cruz – Murcja                 | 151 km        |               | Thor Hushovd        | Philippe Gilbert  |               |               |
| 7.  | 3 września  | Murcja – Orihuela                            | 187,1 km      |               | Alessandro Petacchi | Philippe Gilbert  |               |               |
| 8.  | 4 września  | Walencja – Xorret del Catí                   | 190 km        |               | David Moncoutié     | Igor Antón        |               |               |
| 9.  | 5 września  | Calpe – Alcoy                                | 187,7 km      |               | David López         | Igor Antón        |               |               |
|     | 6 września  | Dzień przerwy                                | Dzień przerwy | Dzień przerwy | Dzień przerwy       | Dzień przerwy     | Dzień przerwy | Dzień przerwy |
| 10. | 7 września  | Tarragona – Vilanova i la Geltrú             | 175,7 km      |               | Imanol Erviti       | Joaquim Rodríguez |               |               |
| 11. | 8 września  | Vilanova i la Geltrú – Vallnord Sector Pal   | 208,4 km      |               | Igor Antón          | Igor Antón        |               |               |
| 12. | 9 września  | Andorra la Vella – Lleida                    | 172,5 km      |               | Mark Cavendish      | Igor Antón        |               |               |
| 13. | 10 września | Rincón de Soto – Burgos                      | 196 km        |               | Mark Cavendish      | Igor Antón        |               |               |
| 14. | 11 września | Burgos – Peña Cabarga                        | 178 km        |               | Joaquim Rodríguez   | Vincenzo Nibali   |               |               |
| 15. | 12 września | Solares – Lagos de Covadonga                 | 187,3 km      |               | Carlos Barredo      | Vincenzo Nibali   |               |               |
| 16. | 13 września | Gijón – Alto de Cotobello                    | 181,4 km      |               | Mikel Nieve         | Joaquim Rodríguez |               |               |
|     | 14 września | Dzień przerwy                                | Dzień przerwy | Dzień przerwy | Dzień przerwy       | Dzień przerwy     | Dzień przerwy | Dzień przerwy |
| 17. | 15 września | Peñafiel                                     | 46 km (ITT)   |               | Peter Velits        | Vincenzo Nibali   |               |               |
| 18. | 16 września | Valladolid – Salamanka                       | 148,9 km      |               | Mark Cavendish      | Vincenzo Nibali   |               |               |
| 19. | 17 września | Piedrahita – Toledo                          | 231,2 km      |               | Philippe Gilbert    | Vincenzo Nibali   |               |               |
| 20. | 18 września | San Martín de Valdeiglesias – Bola del Mundo | 172,1 km      |               | Ezequiel Mosquera   | Vincenzo Nibali   |               |               |
| 21. | 19 września | San Sebastián de los Reyes – Madryt          | 85,0 km       |               | Tyler Farrar        | Vincenzo Nibali   |               |               |

### Etap 1 - 28.08:Sewilla, 13 km (TTT)
| # | Zawodnik          | Zespół | Czas    |
| - | ----------------- | ------ | ------- |
| 1 | Team HTC-Columbia | THR    | 14' 06” |
| 2 | Liquigas-Doimo    | LIQ    | + 10"   |
| 3 | Team Saxo Bank    | SAX    | + 12"   |

| #  | Zawodnik        | Zespół | Czas    |
| -- | --------------- | ------ | ------- |
| 1  | Mark Cavendish  | THR    | 14' 06” |
| 2  | Peter Velits    | THR    | + 0"    |
| 3  | Martin Velits   | THR    | + 0"    |
|    |                 |        |         |
| 15 | Maciej Paterski | LIQ    | + 10"   |

### Etap 2 - 29.08:Alcalá de Guadaíra>Marbella, 173,7 km
| #   | Zawodnik          | Zespół | Czas       |
| --- | ----------------- | ------ | ---------- |
| 1   | Jauhen Hutarowicz | FDJ    | 4h 35' 41” |
| 2   | Mark Cavendish    | THR    | + 0"       |
| 3   | Tyler Farrar      | GRM    | + 0"       |
|     |                   |        |            |
| 127 | Maciej Paterski   | LIQ    | + 0"       |

| #  | Zawodnik          | Zespół | Czas       |
| -- | ----------------- | ------ | ---------- |
| 1  | Mark Cavendish    | THR    | 4h 49' 35” |
| 2  | Kanstancin Siucou | THR    | + 12"      |
| 3  | Peter Velits      | THR    | + 12"      |
|    |                   |        |            |
| 14 | Maciej Paterski   | LIQ    | + 22"      |

### Etap 3 - 30.08:Marbella>Malaga, 157,3 km
| #  | Zawodnik          | Zespół | Czas       |
| -- | ----------------- | ------ | ---------- |
| 1  | Philippe Gilbert  | OLO    | 4h 06' 12” |
| 2  | Joaquim Rodríguez | KAT    | + 3"       |
| 3  | Igor Antón        | EUS    | + 13"      |
|    |                   |        |            |
| 58 | Maciej Paterski   | LIQ    | + 1' 23"   |

| #  | Zawodnik          | Zespół | Czas       |
| -- | ----------------- | ------ | ---------- |
| 1  | Philippe Gilbert  | OLO    | 8h 55' 56” |
| 2  | Joaquim Rodríguez | KAT    | + 14"      |
| 3  | Kanstancin Siucou | THR]   | + 22"      |
|    |                   |        |            |
| 47 | Maciej Paterski   | LIQ    | + 1' 36"   |

### Etap 4 - 31.08:Malaga>Jaèn, 183,8 km
| #  | Zawodnik        | Zespół | Czas       |
| -- | --------------- | ------ | ---------- |
| 1  | Igor Antón      | EUS    | 5h 00' 28” |
| 2  | Vincenzo Nibali | LIQ    | + 1"       |
| 3  | Peter Velits    | THR    | + 1"       |
|    |                 |        |            |
| 53 | Maciej Paterski | LIQ    | + 4' 00"   |

| #  | Zawodnik          | Zespół | Czas        |
| -- | ----------------- | ------ | ----------- |
| 1  | Philippe Gilbert  | OLO    | 13h 56' 30” |
| 2  | Igor Antón        | EUS    | + 10"       |
| 3  | Joaquim Rodríguez | KAT    | + 10"       |
|    |                   |        |             |
| 49 | Maciej Paterski   | LIQ    | + 5' 31"    |

### Etap 5 - 1.09:Guadix>Lorca, 198,8 km
| #  | Zawodnik        | Zespół | Czas       |
| -- | --------------- | ------ | ---------- |
| 1  | Tyler Farrar    | GRM    | 5h 03' 37" |
| 2  | Koldo Fernández | EUS    | + 0"       |
| 3  | Mark Cavendish  | THR    | + 0"       |
|    |                 |        |            |
| 48 | Maciej Paterski | LIQ    | + 0"       |

| #  | Zawodnik          | Zespół | Czas        |
| -- | ----------------- | ------ | ----------- |
| 1  | Philippe Gilbert  | OLO    | 19h 00' 06” |
| 2  | Igor Antón        | EUS    | + 10"       |
| 3  | Joaquim Rodríguez | KAT    | + 10"       |
|    |                   |        |             |
| 46 | Maciej Paterski   | LIQ    | + 5' 31"    |

### Etap 6 - 2.09:Caravaca de la Cruz>Murcja, 151,0 km
| #   | Zawodnik        | Zespół | Czas       |
| --- | --------------- | ------ | ---------- |
| 1   | Thor Hushovd    | CTT    | 3h 36' 20” |
| 2   | Daniele Bennati | LIQ    | + 0"       |
| 3   | Grega Bole      | LAM    | + 0"       |
|     |                 |        |            |
| 148 | Maciej Paterski | LIQ    | + 10' 31"  |

| #  | Zawodnik          | Zespół | Czas        |
| -- | ----------------- | ------ | ----------- |
| 1  | Philippe Gilbert  | OLO    | 22h 36' 26” |
| 2  | Igor Antón        | EUS    | + 10"       |
| 3  | Joaquim Rodríguez | KAT    | + 10"       |
|    |                   |        |             |
| 66 | Maciej Paterski   | LIQ    | + 16' 02"   |

### Etap 7 - 3.09:Murcja>Orihuela, 187,1 km
| #  | Zawodnik            | Zespół | Czas       |
| -- | ------------------- | ------ | ---------- |
| 1  | Alessandro Petacchi | LAM    | 4h 36' 12” |
| 2  | Mark Cavendish      | THR    | + 0"       |
| 3  | Juan José Haedo     | SAX    | + 0"       |
|    |                     |        |            |
| 42 | Maciej Paterski     | LIQ    | + 0"       |

| #  | Zawodnik          | Zespół | Czas        |
| -- | ----------------- | ------ | ----------- |
| 1  | Philippe Gilbert  | OLO    | 27h 12' 38” |
| 2  | Igor Antón        | EUS    | + 10"       |
| 3  | Joaquim Rodríguez | KAT    | + 10"       |
|    |                   |        |             |
| 64 | Maciej Paterski   | LIQ    | + 16' 02"   |

### Etap 8 - 4.09:Villena>Xorret del Catí, 190,0 km
| #  | Zawodnik         | Zespół | Czas       |
| -- | ---------------- | ------ | ---------- |
| 1  | David Moncoutié  | COF    | 5h 14' 31” |
| 2  | Serafín Martínez | XAC    | + 54"      |
| 3  | Johann Tschopp   | BLT    | + 54"      |
|    |                  |        |            |
| 87 | Maciej Paterski  | LIQ    | + 8' 17"   |

| #  | Zawodnik          | Zespół | Czas        |
| -- | ----------------- | ------ | ----------- |
| 1  | Igor Antón        | EUS    | 32h 28' 49” |
| 2  | Joaquim Rodríguez | KAT    | + 0"        |
| 3  | Vincenzo Nibali   | LIQ    | + 2"        |
|    |                   |        |             |
| 65 | Maciej Paterski   | LIQ    | + 22' 40"   |

### Etap 9 - 5.09:Calpe>Alcoy, 187,7 km
| #  | Zawodnik         | Zespół | Czas       |
| -- | ---------------- | ------ | ---------- |
| 1  | David López      | GCE    | 5h 20' 50” |
| 2  | Roman Kreuziger  | LIQ    | + 6"       |
| 3  | Giampaolo Caruso | KAT    | + 13"      |
|    |                  |        |            |
| 78 | Maciej Paterski  | LIQ    | + 12' 48"  |

| #  | Zawodnik          | Zespół | Czas        |
| -- | ----------------- | ------ | ----------- |
| 1  | Igor Antón        | EUS    | 37h 56' 42” |
| 2  | Joaquim Rodríguez | KAT    | + 0"        |
| 3  | Vincenzo Nibali   | LIQ    | + 2"        |
|    |                   |        |             |
| 59 | Maciej Paterski   | LIQ    | + 28' 26"   |

### Etap 10 - 7.09:Tarragona>Vilanova i la Geltrú, 175,7 km
| #  | Zawodnik          | Zespół | Czas       |
| -- | ----------------- | ------ | ---------- |
| 1  | Imanol Erviti     | GCE    | 4h 13' 31” |
| 2  | Romain Zingle     | COF    | + 37"      |
| 3  | Greg Van Avermaet | OLO    | + 37"      |
|    |                   |        |            |
| 63 | Maciej Paterski   | LIQ    | + 2' 25"   |

| #  | Zawodnik          | Zespół | Czas        |
| -- | ----------------- | ------ | ----------- |
| 1  | Joaquim Rodríguez | KAT    | 42h 11' 49” |
| 2  | Igor Antón        | EUS    | + 2"        |
| 3  | Vincenzo Nibali   | LIQ    | + 4"        |
|    |                   |        |             |
| 58 | Maciej Paterski   | LIQ    | + 29' 15"   |

### Etap 11 - 8.09:Vilanova i la Geltrú>Vallnord Sector Pal, 208,4 km
| #   | Zawodnik          | Zespół | Czas       |
| --- | ----------------- | ------ | ---------- |
| 1   | Igor Antón        | EUS    | 5h 25' 43” |
| 2   | Ezequiel Mosquera | XAC    | + 4"       |
| 3   | Xavier Tondó      | CTT    | + 10"      |
|     |                   |        |            |
| 106 | Maciej Paterski   | LIQ    | + 14' 19"  |

| #  | Zawodnik        | Zespół | Czas        |
| -- | --------------- | ------ | ----------- |
| 1  | Igor Antón      | EUS    | 47h 37' 15” |
| 2  | Vincenzo Nibali | LIQ    | + 45"       |
| 3  | Xavier Tondó    | CTT    | + 1' 04"    |
|    |                 |        |             |
| 63 | Maciej Paterski | LIQ    | + 43' 52"   |

### Etap 12 - 9.09:Andorra la Vella>Lleida, 172,5 km
| #   | Zawodnik        | Zespół | Czas       |
| --- | --------------- | ------ | ---------- |
| 1   | Mark Cavendish  | THR    | 4h 00' 30” |
| 2   | Tyler Farrar    | GRM    | + 0"       |
| 3   | Matthew Goss    | THR    | + 0"       |
|     |                 |        |            |
| 107 | Maciej Paterski | LIQ    | + 17"      |

| #  | Zawodnik        | Zespół | Czas        |
| -- | --------------- | ------ | ----------- |
| 1  | Igor Antón      | EUS    | 51h 37' 45” |
| 2  | Vincenzo Nibali | LIQ    | + 45"       |
| 3  | Xavier Tondó    | CTT    | + 1' 04"    |
|    |                 |        |             |
| 61 | Maciej Paterski | LIQ    | + 44' 09"   |

### Etap 13 - 10.09:Rincón de Soto>Burgos, 196 km
| #   | Zawodnik        | Zespół | Czas       |
| --- | --------------- | ------ | ---------- |
| 1   | Mark Cavendish  | THR    | 4h 50' 18” |
| 2   | Thor Hushovd    | CTT    | + 0"       |
| 3   | Daniele Bennati | LIQ    | + 0"       |
|     |                 |        |            |
| 109 | Maciej Paterski | LIQ    | + 0"       |

| #  | Zawodnik        | Zespół | Czas        |
| -- | --------------- | ------ | ----------- |
| 1  | Igor Antón      | EUS    | 56h 28' 03” |
| 2  | Vincenzo Nibali | LIQ    | + 45"       |
| 3  | Xavier Tondó    | CTT    | + 1' 04"    |
|    |                 |        |             |
| 61 | Maciej Paterski | LIQ    | + 44' 09"   |

### Etap 14 - 11.09:Burgos>Peña Cabarga, 178 km
| #   | Zawodnik          | Zespół | Czas       |
| --- | ----------------- | ------ | ---------- |
| 1   | Joaquim Rodríguez | KAT    | 4h 26' 43” |
| 2   | Vincenzo Nibali   | LIQ    | + 20"      |
| 3   | Ezequiel Mosquera | XAC    | + 22"      |
|     |                   |        |            |
| 153 | Maciej Paterski   | LIQ    | + 21' 23"  |

| #  | Zawodnik          | Zespół | Czas         |
| -- | ----------------- | ------ | ------------ |
| 1  | Vincenzo Nibali   | LIQ    | 60h 55' 39”  |
| 2  | Joaquim Rodríguez | KAT    | + 4"         |
| 3  | Ezequiel Mosquera | XAC    | + 50"        |
|    |                   |        |              |
| 66 | Maciej Paterski   | LIQ    | + 1h 04' 39" |

### Etap 15 - 12.09:Solares>Lagos de Covadonga, 187,3 km
| #  | Zawodnik        | Zespół | Czas       |
| -- | --------------- | ------ | ---------- |
| 1  | Carlos Barredo  | QST    | 4h 33' 09” |
| 2  | Nico Sijmens    | COF    | + 1' 07"   |
| 3  | Peter Velits    | THR    | + 1' 43"   |
|    |                 |        |            |
| 99 | Maciej Paterski | LIQ    | + 20' 10"  |

| #  | Zawodnik          | Zespół | Czas         |
| -- | ----------------- | ------ | ------------ |
| 1  | Vincenzo Nibali   | LIQ    | 65h 31' 14”  |
| 2  | Joaquim Rodríguez | KAT    | + 4"         |
| 3  | Ezequiel Mosquera | XAC    | + 39"        |
|    |                   |        |              |
| 71 | Maciej Paterski   | LIQ    | + 1h 22' 23" |

### Etap 16 - 13.09:Gijón>Alto de Cotobello, 181,4 km
| #  | Zawodnik        | Zespół | Czas       |
| -- | --------------- | ------ | ---------- |
| 1  | Mikel Nieve     | EUS    | 4h 51' 59” |
| 2  | Fränk Schleck   | SAX    | + 1' 06"   |
| 3  | Kevin De Weert  | QST    | + 1' 08"   |
|    |                 |        |            |
| 95 | Maciej Paterski | LIQ    | + 30' 34"  |

| #  | Zawodnik          | Zespół | Czas          |
| -- | ----------------- | ------ | ------------- |
| 1  | Joaquim Rodríguez | KAT    | ’70h 24' 39”' |
| 2  | Vincenzo Nibali   | LIQ    | + 33"         |
| 3  | Ezequiel Mosquera | XAC    | + 53"         |
|    |                   |        |               |
| 78 | Maciej Paterski   | LIQ    | + 1h 51' 31"  |

### Etap 17 - 15.09:Peñafiel, 46 km (ITT)
| #    | Zawodnik          | Zespół | Czas     |
| ---- | ----------------- | ------ | -------- |
| 1    | Peter Velits      | THR    | 52' 43”  |
| 2    | Denis Menchov     | RAB    | + 12"    |
| 3    | Fabian Cancellara | SAX    | + 37"    |
|      |                   |        |          |
| ’70' | Maciej Paterski   | LIQ    | + 4' 44" |

| #  | Zawodnik          | Zespół | Czas         |
| -- | ----------------- | ------ | ------------ |
| 1  | Vincenzo Nibali   | LIQ    | 71h 19' 50”  |
| 2  | Ezequiel Mosquera | XAC    | + 38"        |
| 3  | Peter Velits      | THR    | + 1' 59"     |
|    |                   |        |              |
| 77 | Maciej Paterski   | LIQ    | + 1h 53' 47" |

### Etap 18 - 16.09:Valladolid>Salamanka, 148,9 km
| #   | Zawodnik               | Zespół | Czas       |
| --- | ---------------------- | ------ | ---------- |
| 1   | Mark Cavendish         | THR    | 3h 27' 11” |
| 2   | Juan José Haedo        | SAX    | + 0"       |
| 3   | Manuel António Cardoso | FOT    | + 0"       |
|     |                        |        |            |
| 123 | Maciej Paterski        | LIQ    | + 59"      |

| #  | Zawodnik          | Zespół | Czas         |
| -- | ----------------- | ------ | ------------ |
| 1  | Vincenzo Nibali   | LIQ    | 74h 47' 06”  |
| 2  | Ezequiel Mosquera | XAC    | + 38"        |
| 3  | Peter Velits      | THR    | + 1' 59"     |
|    |                   |        |              |
| 77 | Maciej Paterski   | LIQ    | + 1h 54' 41" |

### Etap 19 - 17.09:Piedrahita>Toledo, 231,2 km
| #  | Zawodnik         | Zespół | Czas       |
| -- | ---------------- | ------ | ---------- |
| 1  | Philippe Gilbert | OLO    | 5h 43' 41” |
| 2  | Tyler Farrar     | GRM    | + 0"       |
| 3  | Filippo Pozzato  | KAT    | + 1"       |
|    |                  |        |            |
| 97 | Maciej Paterski  | LIQ    | + 59"      |

| #  | Zawodnik          | Zespół | Czas          |
| -- | ----------------- | ------ | ------------- |
| 1  | Vincenzo Nibali   | LIQ    | ’80h 30' 48”' |
| 2  | Ezequiel Mosquera | XAC    | + 50"         |
| 3  | Peter Velits      | THR    | + 1' 59"      |
|    |                   |        |               |
| 97 | Maciej Paterski   | LIQ    | + 1h 55' 39"  |

### Etap 20 - 18.09:San Martín de Valdeiglesias>Bola del Mundo, 172,1 km
| #  | Zawodnik          | Zespół | Czas       |
| -- | ----------------- | ------ | ---------- |
| 1  | Ezequiel Mosquera | XAC    | 4h 45' 28” |
| 2  | Vincenzo Nibali   | LIQ    | + 1"       |
| 3  | Joaquim Rodríguez | KAT    | + 23"      |
|    |                   |        |            |
| 81 | Maciej Paterski   | LIQ    | + 17' 15"  |

| #  | Zawodnik          | Zespół | Czas         |
| -- | ----------------- | ------ | ------------ |
| 1  | Vincenzo Nibali   | LIQ    | 85h 16' 05”  |
| 2  | Ezequiel Mosquera | XAC    | + 41"        |
| 3  | Peter Velits      | THR    | + 3' 02"     |
|    |                   |        |              |
| 76 | Maciej Paterski   | LIQ    | + 2h 13' 05" |

### Etap 21 - 19.09:San Sebastián de los Reyes>Madryt, 85 km
| #  | Zawodnik        | Zespół | Czas       |
| -- | --------------- | ------ | ---------- |
| 1  | Tyler Farrar    | GRM    | 2h 02' 24” |
| 2  | Mark Cavendish  | THR    | + 0"       |
| 3  | Allan Davis     | AST    | + 0"       |
|    |                 |        |            |
| 62 | Maciej Paterski | LIQ    | + 20"      |

| #  | Zawodnik          | Zespół | Czas         |
| -- | ----------------- | ------ | ------------ |
| 1  | Vincenzo Nibali   | LIQ    | 87h 18' 33"  |
| 2  | Ezequiel Mosquera | XAC    | + 41"        |
| 3  | Peter Velits      | THR    | + 3' 02"     |
|    |                   |        |              |
| 77 | Maciej Paterski   | LIQ    | + 2h 13' 21" |

## Posiadacze koszulek po poszczególnych etapach
| Etap                 | Zwycięzca            | Klasyfikacja Generalna | Klasyfikacja Punktowa | Klasyfikacja Górska | Klasyfikacja Kombinowana | Klasyfikacja Drużynowa |
| -------------------- | -------------------- | ---------------------- | --------------------- | ------------------- | ------------------------ | ---------------------- |
| 1                    | Team HTC-Columbia    | Mark Cavendish         | Mark Cavendish        | –                   | Mark Cavendish           | Team HTC-Columbia      |
| 2                    | Jauhen Hutarowicz    | Mark Cavendish         | Jauhen Hutarowicz     | Mickaël Delage      | Javier Ramirez           | Team HTC-Columbia      |
| 3                    | Philippe Gilbert     | Philippe Gilbert       | Philippe Gilbert      | Serafín Martínez    | Serafín Martínez         | Team HTC-Columbia      |
| 4                    | Igor Antón           | Philippe Gilbert       | Igor Antón            | Serafín Martínez    | Vincenzo Nibali          | Caisse d’Epargne       |
| 5                    | Tyler Farrar         | Philippe Gilbert       | Igor Antón            | Serafín Martínez    | Vincenzo Nibali          | Caisse d’Epargne       |
| 6                    | Thor Hushovd         | Philippe Gilbert       | Philippe Gilbert      | Serafín Martínez    | Philippe Gilbert         | Caisse d’Epargne       |
| 7                    | Alessandro Petacchi  | Philippe Gilbert       | Mark Cavendish        | Serafín Martínez    | Philippe Gilbert         | Caisse d’Epargne       |
| 8                    | David Moncoutié      | Igor Antón             | Mark Cavendish        | Serafín Martínez    | Vincenzo Nibali          | Caisse d’Epargne       |
| 9                    | David López          | Igor Antón             | Mark Cavendish        | David Moncoutié     | Vincenzo Nibali          | Caisse d’Epargne       |
| 10                   | Imanol Erviti        | Joaquim Rodríguez      | Mark Cavendish        | David Moncoutié     | David Moncoutié          | Caisse d’Epargne       |
| 11                   | Igor Antón           | Igor Antón             | Igor Antón            | David Moncoutié     | Igor Antón               | Caisse d’Epargne       |
| 12                   | Mark Cavendish       | Igor Antón             | Mark Cavendish        | David Moncoutié     | Igor Antón               | Caisse d’Epargne       |
| 13                   | Mark Cavendish       | Igor Antón             | Mark Cavendish        | David Moncoutié     | Igor Antón               | Caisse d’Epargne       |
| 14                   | Joaquim Rodríguez    | Vincenzo Nibali        | Mark Cavendish        | David Moncoutié     | Joaquim Rodríguez        | Caisse d’Epargne       |
| 15                   | Carlos Barredo       | Vincenzo Nibali        | Mark Cavendish        | David Moncoutié     | Joaquim Rodríguez        | Team Katusha           |
| 16                   | Mikel Nieve          | Joaquim Rodríguez      | Mark Cavendish        | David Moncoutié     | Joaquim Rodríguez        | Team Katusha           |
| 17                   | Peter Velits         | Vincenzo Nibali        | Mark Cavendish        | David Moncoutié     | Joaquim Rodríguez        | Team Katusha           |
| 18                   | Mark Cavendish       | Vincenzo Nibali        | Mark Cavendish        | David Moncoutié     | Joaquim Rodríguez        | Team Katusha           |
| 19                   | Philippe Gilbert     | Vincenzo Nibali        | Mark Cavendish        | David Moncoutié     | Joaquim Rodríguez        | Team Katusha           |
| 20                   | Ezequiel Mosquera    | Vincenzo Nibali        | Mark Cavendish        | David Moncoutié     | Vincenzo Nibali          | Team Katusha           |
| 21                   | Tyler Farrar         | Vincenzo Nibali        | Mark Cavendish        | David Moncoutié     | Vincenzo Nibali          | Team Katusha           |
| Klasyfikacja końcowa | Klasyfikacja końcowa | Vincenzo Nibali        | Mark Cavendish        | David Moncoutié     | Vincenzo Nibali          | Team Katusha           |

## Klasyfikacje
| Poz. | Zawodnik          | Drużyna | Czas         |
| ---- | ----------------- | ------- | ------------ |
| 1    | Vincenzo Nibali   | LIQ     | 87h 18' 33"  |
| 2    | Ezequiel Mosquera | XAC     | + 41"        |
| 3    | Peter Velits      | THR     | + 3' 02"     |
| 4    | Joaquim Rodríguez | KAT     | + 4' 20"     |
| 5    | Fränk Schleck     | SAX     | + 4' 43"     |
| 6    | Xavier Tondó      | CTT     | + 4' 52"     |
| 7    | Nicolas Roche     | ALM     | + 5' 03"     |
| 8    | Carlos Sastre     | CTT     | + 6' 06"     |
| 9    | Tom Danielson     | GRM     | + 6' 16"     |
| 10   | Luis León Sánchez | GCE     | + 7' 42"     |
|      |                   |         |              |
| 77   | Maciej Paterski   | LIQ     | + 2h 13' 21" |

| Poz. | Zawodnik          | Drużyna | Punkty |
| ---- | ----------------- | ------- | ------ |
| 1    | Mark Cavendish    | THR     | 156    |
| 2    | Tyler Farrar      | GRM     | 149    |
| 3    | Vincenzo Nibali   | LIQ     | 119    |
| 4    | Joaquim Rodríguez | KAT     | 110    |
| 5    | Philippe Gilbert  | OLO     | 104    |
| 6    | Ezequiel Mosquera | XAC     | 97     |
| 7    | Peter Velits      | THR     | 88     |
| 8    | David Moncoutié   | COF     | 72     |
| 9    | Nicolas Roche     | ALM     | 63     |
| 10   | Fränk Schleck     | SAX     | 62     |
|      |                   |         |        |
| -    | Maciej Paterski   | LIQ     | 0      |

| Poz. | Zawodnik          | Drużyna | Punkty |
| ---- | ----------------- | ------- | ------ |
| 1    | David Moncoutié   | COF     | 51     |
| 2    | Serafín Martínez  | XAC     | 43     |
| 3    | Ezequiel Mosquera | XAC     | 36     |
| 4    | Joaquim Rodríguez | KAT     | 29     |
| 5    | Vincenzo Nibali   | LIQ     | 26     |
| 6    | Luis León Sánchez | GCE     | 25     |
| 7    | Gonzalo Rabuñal   | XAC     | 25     |
| 8    | Mikel Nieve       | EUS     | 21     |
| 9    | Johann Tschopp    | BTL     | 18     |
| 10   | Fränk Schleck     | SAX     | 17     |
|      |                   |         |        |
| -    | Maciej Paterski   | LIQ     | 0      |

| Poz. | Zawodnik            | Drużyna | Punkty |
| ---- | ------------------- | ------- | ------ |
| 1    | Vincenzo Nibali     | LIQ     | 9      |
| 2    | Ezequiel Mosquera   | XAC     | 11     |
| 3    | Joaquim Rodríguez   | KAT     | 12     |
| 4    | David Moncoutié     | COF     | 23     |
| 5    | Fränk Schleck       | SAX     | 25     |
| 6    | Xavier Tondó        | CTT     | 32     |
| 7    | Mikel Nieve         | EUS     | 43     |
| 8    | Luis León Sánchez   | GCE     | 48     |
| 9    | Nicolas Roche       | ALM     | 49     |
| 10   | Christophe Le Mével | FDJ     | 67     |
|      |                     |         |        |
| -    | Maciej Paterski     | LIQ     | -      |

| Poz | Drużyna               | Czas         |
| --- | --------------------- | ------------ |
| 1   | Team Katusha          | 261h 41' 04” |
| 2   | Caisse d’Epargne      | + 33"        |
| 3   | Xacobeo-Galicia       | + 12' 33"    |
| 4   | Cervélo TestTeam      | + 17' 50"    |
| 5   | Ag2r-La Mondiale      | + 35' 42"    |
| 6   | Liquigas-Doimo        | + 57' 05"    |
| 7   | Omega Pharma-Lotto    | + 1h 08' 04" |
| 8   | Euskaltel-Euskadi     | + 1h 12' 06" |
| 9   | La Française des Jeux | + 1h 13' 13" |
| 10  | Team Saxo Bank        | + 1h 17' 45" |